# Lijst van medewerkers van de Vrije Universiteit Amsterdam
Deze lijst van medewerkers van de Vrije Universiteit Amsterdam geeft een overzicht van (voormalig) medewerkers aan de Vrije Universiteit Amsterdam over wie vanwege hun werkzaamheden of prestaties een eigen artikel op Wikipedia bestaat:

## A
- Ilse Aben
- Anne Anema
- Cornelis Augustijn

## B
- Jan Peter Balkenende
- Herman Bavinck
- Bram van de Beek
- Wim Berkelaar
- Gerrit Cornelis Berkouwer
- Carel Blotkamp
- Monica den Boer
- Egbert Boeker
- Margarita de Bourbon de Parme
- Hugo Bousset
- Beitske Bouwman
- Roel Brandt
- Jan T. Bremer
- Ruud Bullens
- Yvonne Burger

## C
- Léon de Caluwé
- Jonas Castelijns
- Jan Coops

## D
- Arie van Deursen
- Jan Jacob van Dijk
- Wil Dijkstra
- Herman Dooyeweerd
- Berry Dongelmans
- Jochem Douma
- Piet Drenth

## E
- Stephen Ellis
- Derk Jan Eppink (bedrijfskundige)
- Elsbeth Etty
- Sjarel Ex
- Joris van Eijnatten

## F
- Mient Jan Faber
- Paul Fabius
- Willem Frijhoff
- Jean Frijns

## G
- Wilhelm Friedrich de Gaay Fortman
- Ruard Ganzevoort
- Henk Geertsema
- Paul van Geest
- Jeroen Geurts
- Israel Gohberg
- Ad van Goor
- Louis Gooren
- Carl Christian Friedrich Gordijn
- Bob Goudzwaard
- Jan Willem Gunning

## H
- Cees Hamelink
- Steven ten Have
- Albert van der Heide (hoogleraar)
- Marcus Willem Heslinga
- Gerard Hoekveld
- Willem Jan op 't Hof
- Reijer Hooykaas

## I
- Gerrit Jan van Ingen Schenau

## J
- Jacco Janssen
- Guus de Jonge
- Erik Jurgens

## K
- Martijn Katan
- Frans Kellendonk
- James Kennedy
- Doede Keuning
- Eduard Kimman
- Albert Kok
- Jurjen Koksma
- Ruud Koopmans
- Peter van Koppen
- Reender Kranenborg
- André Krouwel
- André Kuipers (ruimtevaarder)
- Hilde Kuiper
- Roel Kuiper
- Harry Kuitert
- Abraham Kuyper

## L
- Fouad Laroui
- Hannie van Leeuwen
- Jona Lendering
- Jan Lever (bioloog)
- Fred van Lieburg
- Gerrit Arie Lindeboom
- Erik Lutjens

## M
- Hans van Maanen
- Andrea Maier
- Ann Marynissen
- Willem Mastenbroek
- Bert Meulman
- Goos Minderman
- Jan van der Molen
- Marcel Möring
- Egbert Myjer

## N
- Peter Nijkamp

## O
- Lou Onvlee
- Jacobus Oranje
- Miel Otto
- Henk Overbeek

## P
- Stefan Paas
- Dorien Pessers
- Carel Peeters
- Kees van Peursen
- Walther Ploos van Amstel
- Andries Postma

## R
- Jan Remmelink
- Herman Ridderbos
- Trinus Riemersma
- Wim Roeleveld
- Jessica Roitman
- Ger van Roon
- Job de Ruiter
- Frederik Lodewijk Rutgers

## S
- Andries Sanders
- Jan Willem Sap
- Willem Egbert Saris
- Alexander de Savornin Lohman
- Witius Hendrik de Savornin Lohman
- Joop van der Schee
- Aart Arnout van Schelven
- Dick Schenkeveld
- Reinier Schippers
- Rob Schouten
- Henk Schulte Nordholt (Indonesiëkundige)
- Herman Gerrit Schulte Nordholt
- Daniel Schut
- Alexander Sizoo
- Gerardus Sizoo
- Siem Slings
- Jan Smit
- René Smit
- Harry Snelders
- Bas van Stokkom

## T
- Andrew S. Tanenbaum
- Henk Tennekes
- Richard Tol

## V
- Ad Verbrugge
- Robert Vermeiren
- Koos Verdam
- Ben Vermeulen
- Alfred Vierling
- Wim van Vlastuin
- Karel Voous
- John Vrieze

## W
- Jan Waterink
- Anton Westerlaken
- Barbara Wisse
- Jolande Withuis
- Henk Woldring
- Ivan Wolffers
- Jan Woltjer

## Z
- Peter Ziegler
- George Zinkhan
- Hans van der Zouwen
- Ad Zuiderent
- Jelle Zijlstra